# Garza
El garza és una llengua extinta de les llengües comecrudo de Mèxic. El seu nom és d'origen espanyol ("garsa").
El garza es coneix a partir de dos noms tribals i vint-i-una paraules recollides al cap de la tribu per Berlandier en 1828 (Berlandier et al. 1828–1829, 1850: 143–144). En aquesta època, tots els garza parlaven espanyol i van ser assimilats culturalment. Els garza podrien haver estat la mateixa tribu atanguaypacam que formava part dels comecrudo. Els garza van ser anomenats meacknan o miákan pels veïns cotoname (Gatschet 1886: 54) mentre que ells anomenaven yué als cotoname.